# Käthe Rosenberg
Käthe Rosenberg (geboren 18. Dezember 1883 in Berlin; gestorben 1960 in Luzern) war eine deutsche literarische Übersetzerin.

## Leben
Käthe Rosenberg war eine Tochter von Else Dohm (1856–1922) und Hermann Rosenberg (1847–1917), Bankier und Mitinhaber der Berliner Handels-Gesellschaft. Mutter Else war eine Schwester von Hedwig Pringsheim, der Mutter Katia Manns und Schwiegermutter von Thomas Mann. Ihre ältere Schwester Ilse Dernburg (1880–1964) wurde Innenarchitektin und Bühnenautorin. Die Schwestern Rosenberg pflegten eine enge Verbindung zur Familie Mann.

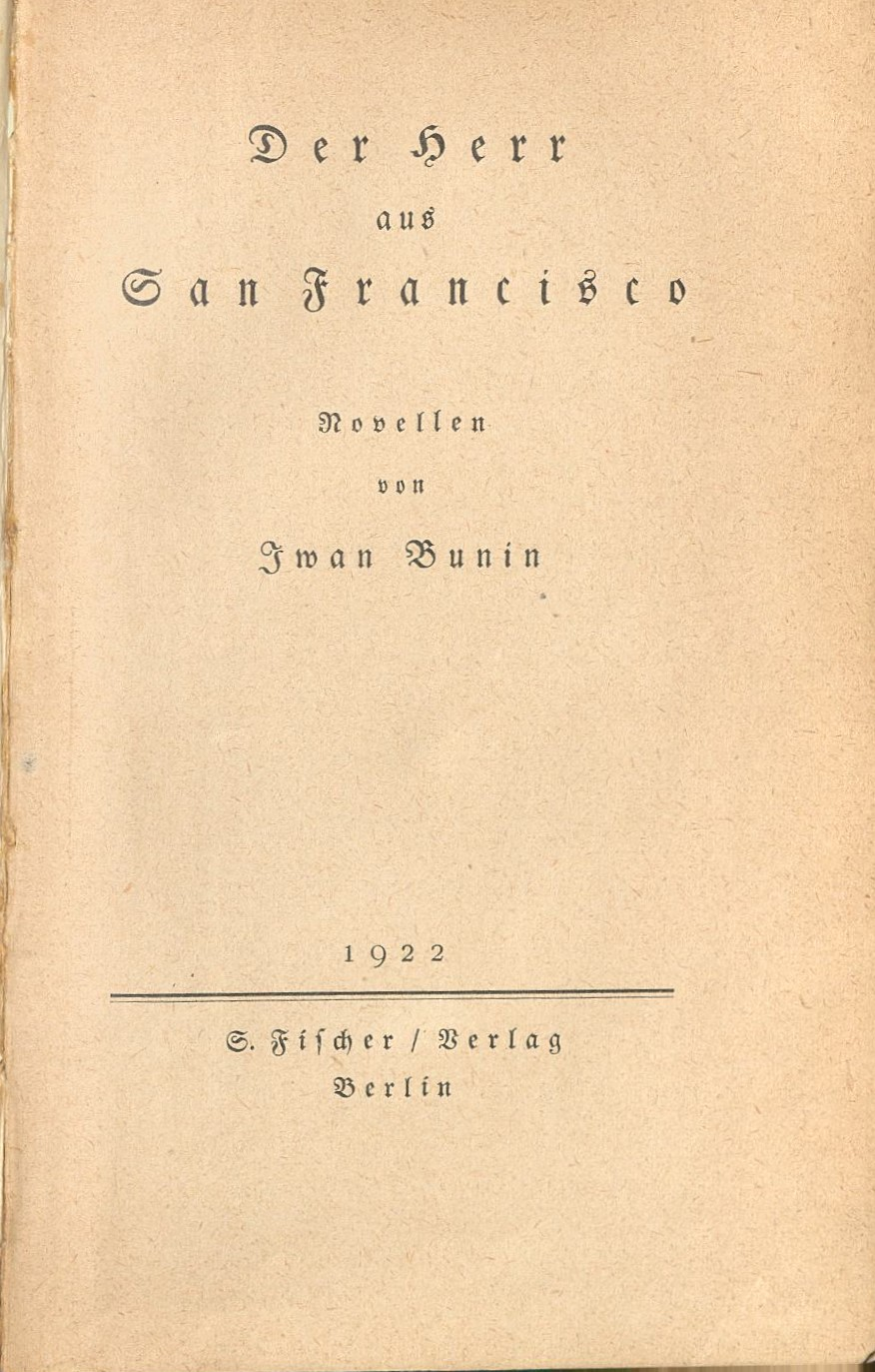
Übersetzung: Iwan Bunin: Der Herr aus San Francisco (1922)

Rosenberg wurde zunächst Schauspielerin an der Volksbühne Berlin. Sie war eine Zeit mit dem Schriftsteller Rudolf Borchardt liiert. Nach der Scheidung ihrer Schwester Ilse lebte sie mit ihr zusammen. In den 1920er Jahren begann sie als Übersetzerin für den S. Fischer Verlag und die Insel-Bücherei zu arbeiten und übersetzte unter anderem Werke von Vita Sackville-West, Iwan Bunin und Grigol Robakidse. Sie übersetzte außerdem den Roman Die weiße Garde von Michail Bulgakow sowie einzelne Werke von Georges Duhamel, Adrian Piotrowski und Richard Hughes.
Im Jahr 1939 emigrierten Rosenberg und ihre Schwester nach London. Im Exil arbeitete sie für den Bermann-Fischer-Verlag als Literaturscout und als Übersetzerin von Jean Giono.
Nach dem Krieg zog sie mit ihrer Schwester in ein Altersheim in der Schweiz.

## Hörspiel
- 1999: Richard Hughes Das Walfischheim (1. Teil: Nichts auf dem Tisch) (unter Verwendung der Übersetzung von Käthe Rosenberg) – Bearbeitung und Regie: Heinz von Cramer (Hörspielbearbeitung, Kurzhörspiel, Kinderhörspiel – WDR)[1]